# Wegenstetten
Wegenstetten is een gemeente en plaats in het Zwitserse kanton Aargau en maakt deel uit van het district Rheinfelden.
Wegenstetten telt 1.061 inwoners.